# NGC 1584
NGC 1584 este o galaxie lenticulară situată în constelația Eridanul. A fost descoperită în 17 octombrie 1885 de către Francis Leavenworth. Se află la o distanță de 121,91 de megaparseci de Pământ.